# A Prayer for the Dying
A Prayer for the Dying (bra: Prece para um Condenado) é um filme britânico-americano de 1987, dos gêneros policial e drama. O filme foi dirigido por Mike Hodges e estrelado por Mickey Rourke, Liam Neeson, Bob Hoskins e Alan Bates. O roteiro foi adaptado por Hodges do romance homônimo de Jack Higgins.

## Sinopse
Martin Fallon (Mickey Rourke) é um membro do IRA que tenta explodir um caminhão do exército britânico, mas acaba matando, sem intenção, um grupo de crianças que estavam em um ônibus escolar. Desolado, ele desiste da carreira e tenta sair do Reino Unido para começar uma nova vida, nos EUA. Mas, o IRA o quer de volta e o chefão do crime local, Meehan (Alan Bates), só irá ajudá-lo a escapar, se ele realizar uma última tarefa - a de matar um inocente padre que foi testemunha de um assassinato.